# Xã Scrubgrass, Quận Venango, Pennsylvania
Xã Scrubgrass (tiếng Anh: Scrubgrass Township) là một xã thuộc quận Venango, tiểu bang Pennsylvania, Hoa Kỳ. Năm 2010, dân số của xã này là 751 người.